# Fjarðarheiðargöng
Koordinaten: 65° 14′ 0″ N, 14° 10′ 0″ W
Die Fjarðarheiðargöng oder Seyðisfjarðargöng sind ein geplanter Straßentunnel in den Ostfjorden Islands.
Er soll die Verkehrsverbindung zwischen Seyðisfjörður und Egilsstaðir an der Ringstraße  verbessern.
Der Verkehr über den Seyðisfjarðarvegur  ist besonders im Winter schwierig und manchmal für einige Tage in Folge gesperrt.
Damit ist dann auch die Anbindung zum Flughafen Egilsstaðir und zum Krankenhaus dort über die Hochebene Fjarðarheiði (620 m) unterbunden.
Der Tunnel soll 13,5 km lang werden und würde damit der längste im Land.
Man rechnet mit Kosten von 46,5 Milliarden Isländischen Kronen, umgerechnet über 300 Millionen Euro. Die Baukosten sollen über eine Maut wieder eingespielt werden.
2016 wurde der Berg mit Bohrungen durch eine schwedische Firma auf einer Strecke direkt zwischen den Orten untersucht.
Der Tunnel soll einen Querschnitt wie die Vaðlaheiðargöng bekommen.
Jetzt (15. März 2023) gibt man die Tunnellänge mit 13,3 km an, das wäre der vierzehntlängste Straßenverkehrstunnel der Welt.
Die Planung sieht einen Baubeginn 2025 mit einer Bauzeit von ungefähr sieben Jahren vor.
In der Tunnelplanung Islands aus dem Jahr 2000 sah man drei Tunnel vor: einen über 5 km langen Tunnel von Seyðisfjörjður in den Mjóifjörður und von dort einen bis zu 9 km langen Tunnel in Richtung Egilsstaðir.
Ein dritter, fast 4 km langer Tunnel sollte vom Mjóifjörður nach Neskaupstaður führen.